# Angerona poeusaria
Angerona poeusaria là một loài bướm đêm trong họ Geometridae.